# 短身鰻鬍鯰
短身鰻鬍鯰，為輻鰭魚綱鯰形目塘虱魚科的其中一種，被IUCN列為極危保育類動物，分布於亞洲馬來半島的淡水流域，體長可達8.2公分，棲息在森林中的沼澤區。

## 扩展阅读
維基物種上的相關：短身鰻鬍鯰